# Вибори столиці Олімпійських ігор 2008
Бажання прийняти у себе Паралімпійські та Олімпійські ігри 2008 висловили 10 міст: Бангкок, Каїр, Гавана , Куала-Лумпур, Севілья, Торонто, Париж, Стамбул, Пекін та Осака. Міжнародний олімпійський комітет після оцінки всіх поданих заявок вибрав 5 міст, з яких треба було зробити вибір на 112-й сесії МОК. Цими 5 містами стали Торонто, Париж, Стамбул, Пекін та Осака.
Кандидатуру Пекіна було обрано 13 липня 2001 року.

## Процес виборів
Процес вибору олімпійської столиці починається з того, що Національний олімпійський комітет (НОК) подає заявку свого міста в Міжнародний олімпійський комітет (МОК), і закінчується обранням столиці членами МОК під час чергової сесії. Процес регулюється Олімпійською хартією, як зазначено в главі 5, правилі 34.
Починаючи з 1999 року процес складається з двох етапів. Під час першої фази, яка починається відразу після закінчення терміну подання заявок, «міста-заявники» зобов'язані відповісти на низку запитань, що охоплюють теми, важливі для успіху організації ігор. Ця інформація дозволяє МОК аналізувати можливості майбутніх організаторів, сильні і слабкі сторони їхніх планів. Після детального вивчення поданих анкет і подальших доповідей, Виконавча рада МОК вибирає міста, які беруть участь у наступному етапі. Другий етап є справжньою кандидатською стадією: міста, заявки яких прийняті (далі їх називають «міста-кандидати»), зобов'язані подати другу анкету у вигляді розширеного, детальнішого кандидатського портфеля. Ці портфелі уважно вивчає Оцінювальна комісія МОК, яка складається з членів МОК, представників міжнародних спортивних федерацій, НОК, спортсменів, Міжнародного Паралімпійського Комітету та міжнародних експертів у різних галузях. Члени оцінювальної комісії потім роблять чотириденний огляд кожного з міст-кандидатів, де вони перевіряють запропоновані спортивні споруди і резюмують щодо деталей у кандидатських портфелях. Оцінювальна комісія описує результати своєї перевірки у звіті, який вона надсилає членам МОК за місяць до сесії МОК.
Сесія МОК, на якій обирають місто-організатор, відбувається в країні, яка не подавала заявку на право бути господарем Олімпіади. Вибори проводять активні члени МОК (за винятком почесних і шанованих членів), що прибули на сесію, кожен з яких має один голос. Учасники з країн, місто яких бере участь у виборах, не голосують допоки місто ще не вибуло. Голосування відбувається в кілька раундів, поки одна із заявок не набирає абсолютної більшості голосів; якщо цього не відбувається в першому турі, то заявка з найменшою кількістю голосів вибуває, і голосування повторюється. У разі рівності очок за найменшу кількість голосів, проводиться спеціальний тур голосування із якого переможець виходить до наступного раунду. Після оголошення міста-господаря делегація цього міста підписує «договір міста-господаря» з МОК, який делегує обов'язки організатора ігор місту і відповідному НОК.

### Оцінювання
Робоча група розділила Звіт про оцінку на десять докладних тем і зважень. Робоча група поставила позначку 6 (за шкалою від 0 до 10) як мінімальний необхідний рівень. Ця позначка стосувалася загальної оцінки і оцінки кожної з 10 тем. При виставленні оцінки робоча група дивилась на такі критерії як: якість, кількість, місце, концепція тощо.
Вибули 5 заявок:
- Бангкок
- Каїр
- Гавана
- Куала-Лумпур
- Севілья

| Критерії                                                | Вага | Бангкок | Бангкок | Пекін | Пекін | Каїр   | Каїр   | Гавана | Гавана | Стамбул   | Стамбул   | Куала-Лумпур | Куала-Лумпур | Осака  | Осака  | Париж   | Париж   | Севілья | Севілья | Торонто | Торонто |
| Критерії                                                | Вага | Таїланд | Таїланд | КНР   | КНР   | Єгипет | Єгипет | Куба   | Куба   | Туреччина | Туреччина | Малайзія     | Малайзія     | Японія | Японія | Франція | Франція | Іспанія | Іспанія | Канада  | Канада  |
| Критерії                                                | Вага | Min     | Max     | Min   | Max   | Min    | Max    | Min    | Max    | Min       | Max       | Min          | Max          | Min    | Max    | Min     | Max     | Min     | Max     | Min     | Max     |
| ------------------------------------------------------- | ---- | ------- | ------- | ----- | ----- | ------ | ------ | ------ | ------ | --------- | --------- | ------------ | ------------ | ------ | ------ | ------- | ------- | ------- | ------- | ------- | ------- |
| Проживання                                              | 5    | 10.0    | 10.0    | 9.8   | 10.0  | 4.4    | 4.6    | 3.2    | 3.9    | 5.9       | 6.5       | 5.1          | 5.4          | 9.6    | 9.8    | 10.0    | 10.0    | 3.6     | 3.9     | 7.7     | 7.9     |
| Умови довкілля і вплив на нього                         | 2    | 4.3     | 6.2     | 5.3   | 6.8   | 2.8    | 3.8    | 4.3    | 5.3    | 5.8       | 7.2       | 3.0          | 4.8          | 7.0    | 8.0    | 7.0     | 8.0     | 5.0     | 6.8     | 7.5     | 8.2     |
| Досвід минулих спортивних змагань                       | 2    | 6.0     | 7.0     | 6.0   | 7.0   | 5.0    | 7.0    | 5.0    | 7.0    | 4.5       | 6.5       | 5.0          | 7.0          | 7.5    | 8.5    | 8.5     | 9.5     | 7.5     | 8.5     | 7.0     | 8.5     |
| Загальна інфраструктура                                 | 5    | 1.5     | 3.2     | 3.8   | 5.4   | 0.6    | 2.3    | 0.6    | 1.3    | 3.7       | 4.6       | 4.5          | 6.7          | 7.1    | 8.0    | 7.6     | 8.5     | 3.5     | 5.0     | 6.3     | 7.6     |
| Урядова підтримка, юридичні питання та громадська думка | 1    | 5.3     | 6.0     | 6.8   | 7.4   | 5.4    | 6.1    | 5.3    | 6.0    | 6.1       | 6.7       | 5.1          | 5.7          | 6.7    | 6.7    | 6.7     | 6.7     | 6.7     | 6.7     | 6.8     | 7.5     |
| Олімпійське(і) село(а)                                  | 4    | 5.3     | 6.8     | 8.0   | 9.0   | 4.4    | 6.5    | 6.8    | 8.1    | 5.5       | 7.2       | 5.3          | 6.8          | 5.8    | 8.2    | 7.2     | 8.7     | 7.2     | 8.6     | 5.9     | 8.0     |
| Загальний проект і спадщина                             | 3    | 4.0     | 5.0     | 7.0   | 8.0   | 4.0    | 5.0    | 4.0    | 5.0    | 6.0       | 7.0       | 3.0          | 5.0          | 6.0    | 7.0    | 8.0     | 9.0     | 4.0     | 7.0     | 6.0     | 8.0     |
| Безпека і охорона                                       | 3    | 5.4     | 7.3     | 6.4   | 7.7   | 4.9    | 6.4    | 6.3    | 7.0    | 5.7       | 7.1       | 6.1          | 7.1          | 7.4    | 8.7    | 7.0     | 8.4     | 6.6     | 7.9     | 8.0     | 9.0     |
| Спортивні комплекси                                     | 4    | 3.6     | 5.9     | 6.3   | 7.9   | 3.1    | 6.3    | 2.0    | 5.3    | 5.9       | 7.9       | 3.1          | 4.6          | 6.0    | 8.0    | 7.2     | 8.5     | 6.5     | 7.8     | 7.2     | 8.6     |
| Транспортна концепція                                   | 4    | 3.7     | 5.4     | 6.3   | 7.6   | 3.7    | 4.7    | 3.6    | 5.3    | 6.1       | 7.6       | 5.6          | 7.4          | 6.9    | 7.9    | 7.7     | 9.0     | 4.2     | 6.4     | 7.5     | 8.7     |

### Вибори
| Місто   | Місто   | НОК       | 1-й раунд | 1-й раунд | 2-й раунд | 2-й раунд |
| ------- | ------- | --------- | --------- | --------- | --------- | --------- |
| Пекін   | Пекін   | КНР       | 44        | 44        | 56        | 56        |
| Торонто | Торонто | Канада    | 20        | 20        | 22        | 22        |
| Париж   | Париж   | Франція   | 15        | 15        | 18        | 18        |
| Стамбул | Стамбул | Туреччина | 17        | 17        | 9         | 9         |
| Осака   | Осака   | Японія    | 6         | 6         | —         | —         |